# Ель-Кастільо (Техас)
Ель-Кастільо (англ. El Castillo) — переписна місцевість (CDP) в США, в окрузі Старр штату Техас. Населення — 219 осіб (2020).

## Географія
Ель-Кастільо розташований за координатами 26°20′6″ пн. ш. 98°38′19″ зх. д. / 26.33500° пн. ш. 98.63861° зх. д. (26.334926, -98.638659).  За даними Бюро перепису населення США в 2010 році переписна місцевість мала площу 0,07 км², уся площа — суходіл.

## Демографія
Згідно з переписом 2010 року, у переписній місцевості мешкало 188 осіб у 49 домогосподарствах у складі 41 родини. Густота населення становила 2610 осіб/км².  Було 53 помешкання (736/км²).
Расовий склад населення:
| - 76,1 % — білих - 22,9 % — осіб інших рас |

До двох чи більше рас належало 1,1 %. Частка іспаномовних становила 100,0 % від усіх жителів.
За віковим діапазоном населення розподілялося таким чином: 41,5 % — особи молодші 18 років, 55,8 % — особи у віці 18—64 років, 2,7 % — особи у віці 65 років та старші. Медіана віку мешканця становила 20,7 року. На 100 осіб жіночої статі у переписній місцевості припадало 102,2 чоловіків;  на 100 жінок у віці від 18 років та старших — 77,4 чоловіків також старших 18 років.
Цивільне працевлаштоване населення становило 179 осіб. Основні галузі зайнятості: освіта, охорона здоров'я та соціальна допомога — 47,5 %, сільське господарство, лісництво, риболовля — 27,9 %, гуртова торгівля — 13,4 %, мистецтво, розваги та відпочинок — 11,2 %.